# Guntmadingen
Guntmadingen é uma comuna suíça, no cantão Schaffhausen, com cerca de 248 habitantes. 
Estende-se por 4,49 km², tem densidade populacional de 55 hab/km² e confina as seguintes comunas: Beringen, Jestetten (DE - BW), Löhningen, Neuhausen am Rheinfall, Neunkirch.
A língua oficial nesta comuna é o alemão.